# Qalhat
La vecchia città di Qalhat, o Galhat, si trova circa 20 km a nord di Sur, nella Regione al-Sharqiyya, nel nordest dell'Oman.
Degli oltre 240.000 metri quadrati di estensione dell'antica città, gli unici resti conservatisi fino al giorno d'oggi sono quelli del Mausoleo Bibi Maryam, che fa parte della lista propositiva dell'Oman all'UNESCO dal 4 luglio 1988.
Marco Polo la visitò durante un suo viaggio, descrivendola come una città grande e nobile nel libro Il Milione, in cui si riferisce ad essa con il nome di Calatu.
La cità si è posta in su la bocca del golfo di Calatu, sí che vi dico che veruna nave non vi puote né passare né uscire sansa la volontà di questa città.»
(Marco Polo Il Milione, 193)
Anche Ibn Battuta vi soggiornò quando Bibi Maryam, madre del sultano di allora, era ancora viva, e la descrisse come un importante porto che trattava le merci tra l'India e il golfo Persico. 
Il mausoleo di Bibi Maryam, sebbene privo ormai della cupola che lo copriva, è l'unica struttura ancora in piedi della città, oltre a una cisterna e qualche resto di mura. Rinvenimenti archeologici del sito, tra cui una serie di mattonelle poliformi colorate, si trovano nel Museo nazionale dell'Oman a Mascate.